# Lancia Ardea
Lancia Ardea – mały samochód osobowy produkowany przez włoską firmę Lancia w latach 1939–1953. Dostępny jako sedan, ale również jako lekka ciężarówka (camioncino) oraz van. Następca modelu Augusta. Do napędu użyto silnika V4 o pojemności 0,9 l. Moc przenoszona była na koła tylne poprzez 4-biegową manualną skrzynię biegów (od 1948 5-biegową). Powstały cztery generacje modelu. Następcą została Lancia Appia.

## Dane techniczne
Parametry silnika:
- V4 0,9 l (903 cm³), 2 zawory na cylinder
- Średnica × skok tłoka: 65,00 mm × 68,00 mm
- Stopień sprężania: 6,0:1
- Moc maksymalna: 28,4 KM (20,9 kW) przy 4600 obr./min